# Wonoayu (Wajak)
Wonoayu is een bestuurslaag in het regentschap Malang van de provincie Oost-Java, Indonesië. Wonoayu telt 1266 inwoners (volkstelling 2010).